# 木果镇
木果镇，是中华人民共和国贵州省六盤水市水城区下辖的一个乡镇级行政单位。
2013年2月22日，贵州省人民政府批复同意撤销木果彝族苗族乡，设置木果镇，镇人民政府驻双河村。
2020年7月，木果镇划归六盘水市钟山区管辖。

## 行政区划
木果镇下辖以下地区：
双河村、营脚村、杨家寨村、新民村、新场村、新丰村、新建村、登亨村、岩脚村、蒿枝村、发期村和牛场村。